# 香港仔海傍道

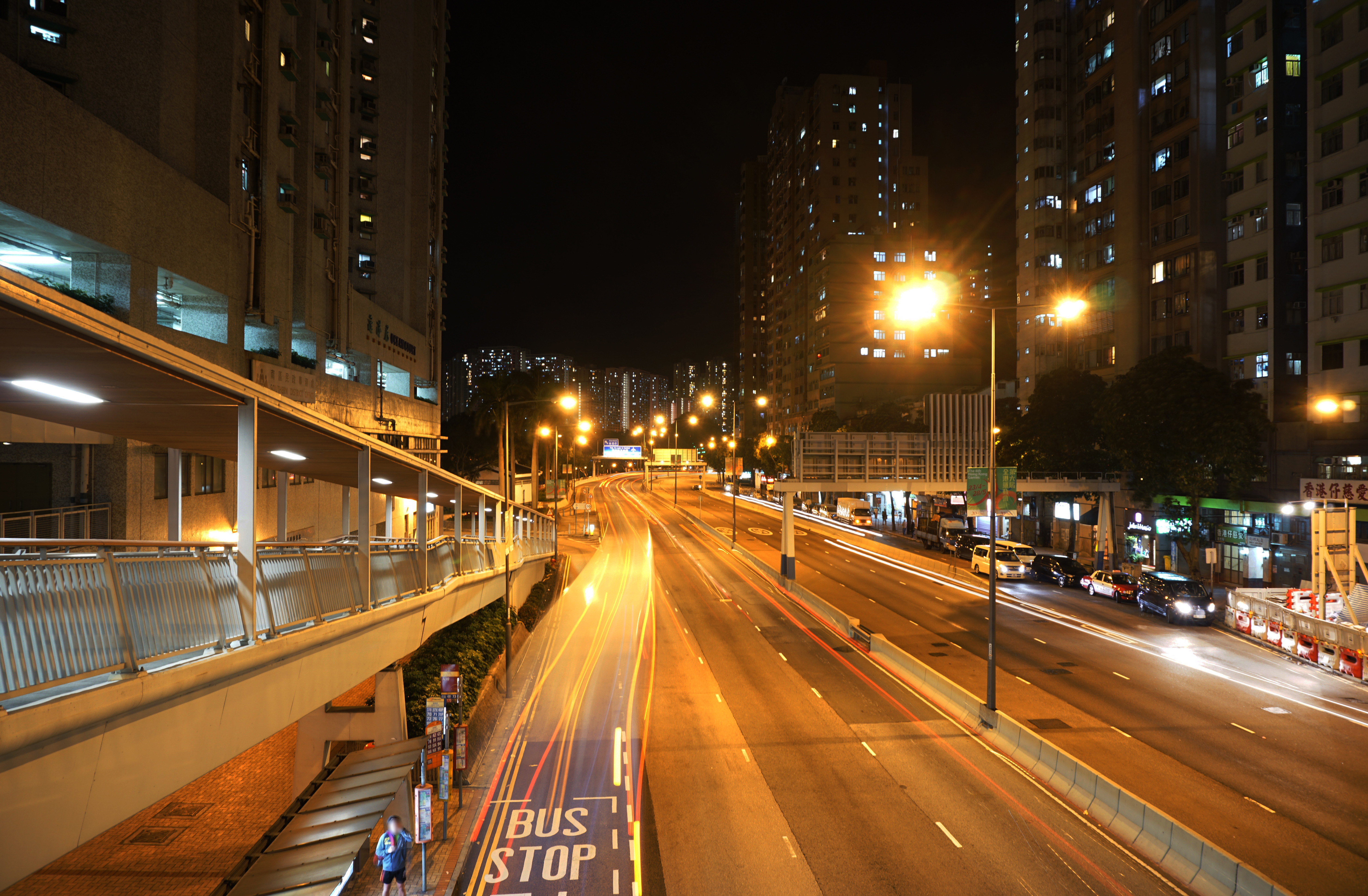
香港仔海傍道近逸港居

香港仔海傍道（英語：Aberdeen Praya Road）是一條位於香港島西南部香港仔的海邊道路，為香港1號幹線的起點，全路為三線雙程分隔道路。它毗鄰香港仔魚類批發市場及香港仔華人永遠墳場，東面連接黃竹坑道及鴨脷洲大橋交界（並與香港仔大道並行），西面連接石排灣道。

## 歷史
部份香港仔海傍道路段歷史上屬於群帶路的其中一段，早於香港開埠前便已存在。這些路段包括石排灣道東面交界至香港仔大道西面交界近山的兩條行車線一段，以及香港仔舊大街交界至黃竹坑道交界近山的兩條行車線一段。1848年香港政府根據群帶路的基礎，修建連接香港仔至赤柱的道路，這些路段即為道路的其中之一部份，屬於舊香島道的一部份。隨著1970年代田灣海旁及香港仔海旁填海，其餘路段於1984年12月20日通車，組成香港仔海傍道。

## 沿路著名地點
- 香港仔華人永遠墳場
- 香港仔魚類批發市場
- 香港仔海濱公園
- 香港仔中心
- 逸港居
- 香港仔網球及壁球中心

## 交匯道路
- 石排灣道
- 田灣街
- 田灣海傍道
- 魚市場道
- 石排灣道
- 香港仔大道
- 湖南街
- 香港仔大道
- 觀海徑
- 黃竹坑道